# The Melodians
The Melodians sono un gruppo musicale giamaicano formato nel 1965 a Kingston.
Tra i tardi anni sessanta e i primi settanta hanno pubblicato brani di fama internazionale come Rivers of Babylon e Sweet Sensation. Nel 1966, quando i ritmi ska vennero accantonati per fare posto al più lento rocksteady, il gruppo giamaicano scoprì una nuova libertà che prima gli era stata negata. Infatti abbattute le limitazioni dello ska, nacque l'era rocksteady e pochi gruppi riuscirono ad emergere come i Melodians.

## Storia
Il gruppo venne formato nell'era di Greenwich Town a Kingston nel 1965 da Tony Brevett (fratello del bassista degli Skatalites Lloyd Brevett), Brent Dowe e Trevor McNaughton. Un loro caro amico, Renford Cogle, si rese disponibile a collaborare negli arrangiamenti e nella composizione dei brani. Nel 1966 The Melodians incisero le loro prime registrazioni con la Studio One del produttore Clement "Coxsone" Dodd, ovvero "Lay It On", "Meet Me", "I Should Have Made It Up", "Let's Join Hands (Together)". All'inizio del 1967, i The Melodians si spostarono sotto la Treasure Isle di Duke Reid registrando le hit di successo "You Have Caught Me", "Expo 67", "I'll Get Along Without You", "You Don't Need Me" (assieme a U-Roy), e "Come On Little Girl". Questi pezzi determinarono la loro affermazione come uno dei più grandi gruppi vocali del circuito rocksteady. Nel 1968, dopo alcuni attriti con Reid, i Melodians abbandonarono la Treasure Isle e iniziarono la collaborazione con la produttrice Sonia Pottinger realizzando altre due hit: "Little Nut Tree" e "Swing and Dine".
Il trio in seguito si unì ad altri artisti contemporanei come The Gaylads, Delroy Wilson e Ken Boothe, per lanciare la nuova etichetta Links Records. Malgrado il successo dei nuovi singoli pubblicati, "Sweet Rose" e "It Comes and Goes", la nuova label fu chiusa a seguito di dispute interne tra gli artisti. Più tardi il trio raggiunse Winston Lowe che aveva da poco fondato la nuova etichetta "Tramp", dove continuarono a pubblicare il loro materiale, che includeva "When There Is You", "Ring Of Gold", "You've Got It" e "Personally Speaking". Il gruppo trovò anche il tempo di registrare sia per Sonia Pottinger che per Coxsone Dodd, prima di tornare con Reid l'anno seguente, incidendo alcuni singoli tra cui il più noto fu "Everybody Bawlin". Nel 1969, i Melodians iniziarono ad incidere per il produttore Leslie Kong rivolgendosi ad un pubblico internazionale, e realizzarono alcuni dei loro pezzi più di successo come "Sweet Sensation", "Rivers of Babylon", che divennero i loro marchi di fabbrica. "Rivers of Babylon", il cui testo citava il Salmo 137 tratto dal Libro dei Salmi, segnò l'introduzione di tematiche spirituali rastafariane, che vennero in seguito confermate con "Black Man Kingdom Come". "Rivers of Babylon", venne ripresa alcuni anni più tardi dal gruppo disco tedesco Boney M (incluso nel disco Nightflight to Venus) e raggiunse il successo internazionale vendendo oltre un milione di copie e divenendo il secondo singolo più venduto nel Regno Unito nel 1978. Altri brani di successo pubblicati con Kong furono "It's My Delight", che venne pubblicato dalla Trojan Records nel Regno Unito (dove raggiunse le pop chart, nel gennaio 1970) "A Day Seems So Long", "Say Darling Say", e "It Took A Miracle". Tuttavia, nell'agosto del 1971 l'industria musicale giamaicana perse uno dei suoi capi saldi: Leslie Kong, ancora all'apice del suo successo, morì a causa di un attacco cardiaco.
Il gruppo superò il brutto momento continuando la loro attività e pubblicando nuovo materiale tra cui il brano prodotto da Tony Brevett "This Beautiful Land". Il gruppo collaborò anche con alcuni produttori locali, tornando nuovamente sotto la gestione della Pottinger per la quale registrarono dei medley di due loro vecchie hit: "The Sensational Melodians" e "The Mighty Melodians". Successivamente lavorarono con Sid Bucknor realizzando "In Our Time,"Warrick Lyn", "You Are My Only Love", poi "Round and Round" con Lee "Scratch" Perry e "Your Turn To Cry" con N.E.Williams. Verso la fine del 1972, il trio tornò a lavorare con Duke Reid per l'ultima volta incidendo "Passion Love" e "Love Makes The World Go Around", ma collaborarono nuovamente anche con Sonia Pottinger per "Black Man Kingdom Come". Nel 1973 Dowe annunciò la sua dipartita, nonostante "Rivers of Babylon" trovò un nuovo successo quando venne inclusa nella colonna sonora di Jimmy Cliff dedicata allo storico film Più duro è, più forte cade (The Harder They Come), e questo abbandono portò i The Melodians allo scioglimento.
Dowe e Brevett intrapresero entrambi la carriera solista pubblicando alcuni singoli. Brevett aveva già registrato del materiale al di fuori del gruppi, tra cui "You Took Me By Surprise" per Martin Riley, "Don't Give Up" per Bunny Lee, ed alcuni singoli autoprodotti, come "Don't Get Weary", "Over Hills and Valleys", "So Ashamed" e "Black Girl". A seguito dello scioglimento dei The Melodians, Brevett incise alcuni singoli di successo come "Words of Prophesy" per la Israel Rockers Records, "Star Light" per la Planit, assieme a "I've Got To Get Back Home", e una versione aggiornata di "Over Hills and Valleys" per Vivian "Yabby You" Jackson.
Nel frattempo Dowe, che aveva già pubblicato del materiale per Byron Smith e Leslie Kong, fu fra i tre quello che ottenne più successo, con diversi singoli per la Pottinger, che vennero inclusi nel suo album di debutto Build Me Up, pubblicato nel primo 1974. Dopo i primi anni, Dowe continuò a lavorare con la Pottinger, ma pubblicò anche con altri produttori, come nel caso di "Down Here In Babylon" per Pauline Morrison, un remake di "Your Turn To Cry" per Prince Tony Robinson e "Things You Say You Love" e "Come On Pretty Woman", entrambi pubblicati dalla Virgonian. Anche Brevett incise diversi singoli, tra i più noti, "A Deh Pon Di Wicked", "No Sweeter Way" e "Unfaithful Mankind".
Verso la fine degli anni 70, Brevett, Dowe e McNaughton si riformarono occasionalmente per registrare, e tra i brani incisi in questo periodo figurano "Dry Up Yuh Tears", "What Am I To Do", "It's All In The Family" e la cover dei The Drifters "I'll Take You Where The Music's Playing" con Sonia Pottinger, e "Why Little Girl" assieme ad un remake di "Passion Love" per la Channel One. Altri brani furono "Don't Let The Sun Catch You Crying" e una versione aggiornata di "Swing and Dine" per Harry J (Harry Johnson), il singolo prodotto da Vivian Jackson "Stop You Gang War", "Learn to Love One Another" e tre singoli pubblicati dalla Studio One: "Burning Fire", "Loving Feeling" e una nuova versione di "Little Nut Tree". Nel 1983 il trio si riunì per registrare un nuovo disco, Irie Feelings per la Ras Records, che pubblicò anche i brani "Warning" e "Push a Little Harder" come singoli. Quello stesso anno, la band reggae britannica UB40 registrò una cover di "Sweet Sensation" che incluse nel cover album Labour of Love.
Nel 1992 il triò registrò "Song of Love" per la Tappa Zukie. Alla fine degli anni 90 i Melodians continuarono a suonare anche all'estero, debuttando anche al Sierra Nevada World Music Festival in California nel 2002. Nel novembre 2005 si imbarcò per un tour nella West Coast statunitense. La mattina di sabato 28 gennaio 2006 dopo alcune prove per una performance che avrebbe dovuto tenersi il weekend successivo nella residenza del primo ministro della Giamaica, Brent Dowe morì per attacco cardiaco all'età di 59 anni. I membri rimanenti Tony Brevett e Trevor McNaughton continuarono a partecipare a tour in Europa e Stati Uniti e a registrare in memoria di Brent Dowe. Successivamente sono scomparsi anche i due rimanenti membri ancora in vita.

## Formazione
- Brent Dove (morto nel 2006)
- Tony Brevett (morto nel 2013)
- Trevor McNaughton (morto nel 2018)

## Discografia parziale

### Album in studio
- 1970 - Swing & Dine
- 1977 - Sweet Sensation
- 1978 - Pre-Meditation
- 1983 - Irie Feeling
- 1992 - It Took a Miracle (con Brent Dowe)
- 2012 - Lyrics to Riddim
- Sings Reggae for Lovers

### Album dal vivo
- 2005 - Live at the Belly Up

### Raccolte
- 1980 - Sweet Sensation
- 1992 - Swing and Dine
- 1997 - Rivers of Babylon - The Best of The Melodians 1967-1973
- 1998 - Greatest Hits (con Brent Dowe)
- 2003 - Sweet Sensation - The Best Of The Melodians
- 2011 - Legend

### Singoli
- 1970 - Rivers of Babylon